# Cane Rajapalayam
Il Rajapalayam noto anche come Polygar Hound o Indian Ghost Hound è una razza di cane dell'India meridionale di tipo levriero. Esso era, in passato, il compagno nella caccia dei cinghiali e veniva anche usato ella guardia della famiglia reale e dell'aristocrazia nell'India meridionale, in particolare nella sua omonima città di Rajapalayam nel distretto di Virudhunagar del Tamil Nadu.

## Storia
Il cane Rajapalayam è stato allevato per essere il sia un cane da caccia che un cane da guardania eccellendo in entrambi i ruoli.
Quattro francobolli commemorativi sono stati emessi il 9 gennaio 2005 da India Post per quattro razze (sic.) Ie Himalayan Sheepdog, Rampur Hound, Mudhol Hound (valore nominale Rs.5 ciascuno) e Rajapalayam (valore nominale Rs.15).

## Caratteristiche
È un cane di grossa taglia, di solito misura circa 65-75 cm (25-30 pollici ) al garrese e pesa 30-45 kg È un segugio, quindi va mantenuto sempre in esercizio.
Utilizzato principalmente per cacciare il cinghiale indipendentemente dal conduttore come segugio, ma è anche un cane da presa, in secondo luogo il Rajapalayam può cacciare sia a vista eche seguendo la traccia odorosa. Durante la caccia possono essere inseguitori instancabili e non sono scoraggiati dai terreni accidentati o fangosi. Dopo aver trovato la preda, i cani la tirano giù e la riportano al conduttore. Se il cane non è in grado di abbattere la sua preda, ferisce e mette all'angolo il bersaglio finché il conduttore non può raggiungerlo. Questo cane può cacciare da solo, in coppia, in branco o con il suo padrone.
Questo cane può vivere fino a 12 anni di età.
I rajapalayam tendono ad essere più muscolosi e più pesanti della maggior parte dei levrieri, ma condividono la profondità del torace e la struttura corporea di base che trasuda velocità e abilità fisica. La sua struttura facciale è notevolmente diversa da quella di un Caravan Hound con una testa leggermente più grande e mascelle più potenti. Ha una coda leggermente arricciata.